# Милош Марић
Милош Марић (Београд, 5. март 1982) је бивши српски фудбалер и репрезентативац Србије и Црне Горе.
Иако је рођен у Београду, Марић са поносом истиче да је из Мачката, поред Ужица, јер је у овом селу одрастао. Каријеру је започео у ужичкој Слободи, потом је играо у чачанском Ремонту. Пуну афирмацију доживео је у дресу Зете из Голубоваца. Након одличних игара у младој репрезентацији, када је био уврштен у најбољи тим У-21 Европског првенства 2004 У-21, на коме је Фудбалска репрезентација Србије и Црне Горе У-21 освојила титулу вицешампиона био је звезда летњег прелазног рока у нашој земљи.
Везисту Зете желели су Црвена звезда и Партизан, али су Марићеве одличне игре на ЕП у Немачкој „натерале“ челнике Олимпијакоса да клубу из Голубоваца упуте најубедљивију понуду, па је млади Ужичанин каријеру наставио у Пиреју, уз клаузулу да не може да игра на Олимпијским играма 2004., јер је неопходан грчком клубу у квалификацијама за Лигу шампиона. Дрес Олимпијакоса носио је три сезоне (2004-07), а затим је потписао трогодишњи уговор са Гентом, на изричит захтев свог некадашњег тренера у Олимпијакосу Тронд Солида.
За сениорску репрезентацију Србије и Црне Горе наступио на седам сусрета. Дебитовао је 11. јула 2004. на Кирин купу против Словачке (2:0), а последњи пут дрес са државним грбом носио 7. септембра 2005. у Мадриду против Шпаније (1:1) у квалификацијама за Светско првенство 2006.

## Освојени трофеји
- Суперлига Грчке: 3

2004/05., 2005/06., 2006/07.
- Куп Грчке: 2

2005, 2006